# Ray Liotta

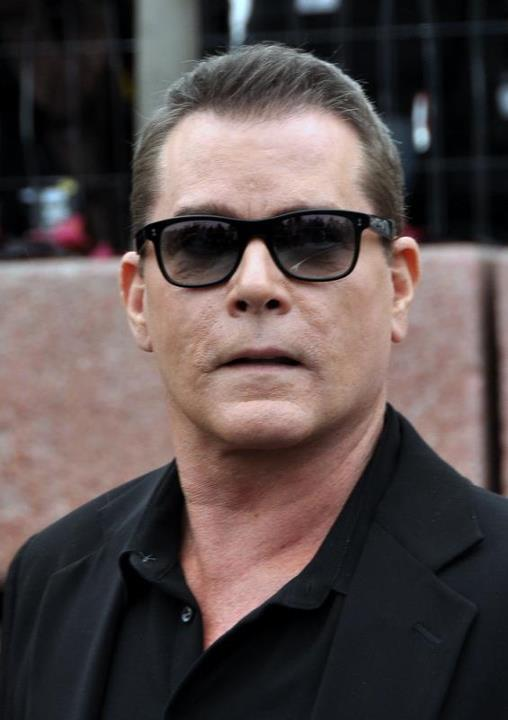
Ray Liotta (Cannes 2012)

Ray Liotta, właśc. Raymond Allen Liotta (ur. 18 grudnia 1954 w Newark, zm. 26 maja 2022 w Santo Domingo) – amerykański aktor i producent filmowy.
24 lutego 2023 został pośmiertnie uhonorowany gwiazdą w Alei Gwiazd w Los Angeles znajdującą się przy 6201 Hollywood Boulevard, a odznaczenie odebrała w jego imieniu jego córka Karsen.

## Życiorys

### Wczesne lata
Urodził się w Newark w stanie New Jersey. Gdy miał sześć miesięcy, został adoptowany z sierocińca w Newark przez właścicieli sieci sklepów motoryzacyjnych – Mary Miller (z domu Edgar), urzędniczkę obszaru wydzielonego, i Alfreda Liottę, przewodniczącego lokalnego klubu demokratów. Jednym z jego najwcześniejszych wspomnień była pomoc rodzicom w odnalezieniu swojej siostry Lindy w sierocińcu, gdy miał 3 lata. Dorastał w wierze rzymskokatolickiej w Union w New Jersey, chociaż jego rodzina nie była szczególnie religijna. W 1973 ukończył Union High School. W 1982 podjął pracę w supermarkecie A & P. Studiował aktorstwo na Uniwersytecie w Miami na Florydzie i występował w studenckim teatrze Jerry Herman Ring Theatre w musicalach: Oklahoma!, Dźwięki muzyki i Cabaret. Gdy był na studiach, pracował na cmentarzu.

### Kariera
Po studiach Liotta przeprowadził się do Nowego Jorku i dostał pracę jako barman na Broadwayu. Od 4 kwietnia 1978 do 9 listopada 1981 grał postać Josepha Anthony’ego „Joeya” Perriniego w operze mydlanej NBC Inny świat (Another World). Następnie wystąpił w filmach telewizyjnych – komediodramacie CBS Hardhat and Legs (1980) z Kevinem Dobsonem i dramacie ABC Szalone czasy (Crazy Times, 1981) u boku Michaela Paré, a także pojawiał się gościnnie w serialach: NBC St. Elsewhere (1983), NBC Casablanca (1983), CBS Mike Hammer (1984) i ABC Poza rodzinny honor (Our Family Honor, 1985).
Na dużym ekranie zadebiutował w roli uzależnionego od marihuany Joego Herona w dramacie Kobieta samotna (The Lonely Lady, 1983) z Pią Zadorą i Lloydem Bochnerem. Za drugoplanową kreację byłego więźnia Raya Sinclaira w komediodramacie kryminalnym Jonathana Demme’a Dzika namiętność (Something Wild, 1986) z Melanie Griffith otrzymał nagrodę krytyków w Bostonie i zdobył nominację do nagrody Złotego Globu dla najlepszego aktora drugoplanowego. W dramacie Roberta M. Younga Dominick i Eugene (Dominick and Eugene, 1988) zagrał rolę Eugene’a „Gino” Luciano, dobrze zapowiadającego się lekarza, który roztacza opiekę nad niepełnosprawnym intelektualnie bratem bliźniakiem (Tom Hulce). Odrzucił propozycję zagrania roli Harveya Denta filmie Tima Burtona Batman (1989), którą ostatecznie przyjął Billy Dee Williams. W nominowanym do Oscara dramacie sportowym fantasy Pole marzeń (Field of Dreams, 1989) u boku Kevina Costnera zagrał postać legendy amerykańskiego baseballa – Bosonogiego Joe Jacksona. 
W biograficznym dramacie kryminalnym Martina Scorsese’a Chłopcy z ferajny (Goodfellas, 1990) z Robertem De Niro stworzył kreację gangstera Henry’ego Hilla. Rola samotnego, psychopatycznego policjanta Pete’a Davisa w dreszczowcu Jonathana Kaplana Obsesja namiętności (Unlawful Entry, 1992) przyniosła mu nominację do MTV Movie Awards 1993 w kategorii najlepszy czarny charakter. W melodramacie Corrina, Corrina (1994) z Whoopi Goldberg wystąpił w roli wdowca Manny’ego Singera, który ma problem z 7–letnią córką (Tina Majorino). W filmie fantastycznonaukowym Martina Campbella Kolonia karna (No Escape, 1994) zagrał postać pilota wojskowego śmigłowca – kapitana Johna T. Robbinsa, który zostaje skazany na wieloletnie więzienie. W dramacie kryminalnym Jamesa Mangolda Cop Land (1997) ze Sylvestrem Stallone został obsadzony w roli detektywa Gary’ego „Figgsy” Figgisa. Za rolę Franka Sinatry w telewizyjnym dramacie HBO Ludzie rozrywki (The Rat Pack, 1998) był nominowany do nagrody Gildii Aktorów Ekranowych.
Był na okładkach magazynów takich jak „GQ” (w listopadzie 1991, w październiku 1994), „Arena” (lato 1992), „L.A. Style” (w sierpniu 1992), „TV Guide” (w lutym 2017), „The Rake” (w październiku 2018) i „Cigar & Spirits” (we wrześniu 2021). 
Odrzucił propozycję zagrania roli Ralphiego Cifaretto w Rodzinie Soprano (2001), którą w końcu zagrał Joe Pantoliano. W 2002 podkładał głos Tommy’emu Vercettiemu, głównemu bohaterowi gry komputerowej Grand Theft Auto: Vice City, zdobywając nagrodę Glow. Za rolę Charliego Metcalfa w serialu NBC Ostry dyżur (ER, 2004) został uhonorowany nagrodami – Prism i Emmy. W komedii Walta Beckera Gang dzikich wieprzy (Wild Hogs, 2007) zagrał przywódcę motocyklowego gangu Del Fuegos – Jacka Blade’a. W serialu młodzieżowym Disney Channel Hannah Montana (2010) wystąpił jako dyrektor Luger. W dramacie Noaha Baumbacha Historia małżeńska (Marriage Story, 2019) zagrał prawnika Jaya Marottę. 
Liotta był także narratorem serialu dokumentalnego AMC The Making of the Mob (2015) i wystąpił w teledyskach, w tym jako czarny charakter do przeboju Davida Guetty „Lovers on the Sun” (2014) oraz piosenki Eda Sheerana i grupy Rudimental „Bloodstream” (2015).
W 2004 wystąpił na Broadwayu w roli Mike’a w przedstawieniu Match z Frankiem Langellą.

## Życie prywatne
15 lutego 1997 ożenił się z Michelle Grace, z którą miał córkę Karsen (ur. 1998). W 2004 doszło do rozwodu.
Zmarł we śnie 26 maja 2022 podczas pobytu w Dominikanie w wieku 67 lat, podczas kręcenia nowego filmu Dangerous Waters (Niebezpieczne wody). W chwili śmierci był zaręczony z Jacy Nittolo. Przed śmiercią zakończył zdjęcia do serialu kryminalnego Black Bird i dreszczowca Elizabeth Banks Cocaine Bear. W raporcie z sekcji zwłok opublikowanym w 2023 roku stwierdzono, że przyczyną śmierci była niewydolność oddechowa, obrzęk płuc i niewydolność serca, a jako przyczynę podano miażdżycę.

## Filmografia
| Rok  | Film                                                             | Rola                            | Reżyser                        |
| ---- | ---------------------------------------------------------------- | ------------------------------- | ------------------------------ |
| 1983 | Kobieta samotna (The Lonely Lady)                                | Joe Heron                       | Peter Sasdy                    |
| 1986 | Dzika namiętność (Something Wild)                                | Ray Sinclair                    | Jonathan Demme                 |
| 1988 | Dominick i Eugene (Dominick and Eugene)                          | Eugene „Gino” Luciano           | Robert Milton Young            |
| 1989 | Pole marzeń (Field of Dreams)                                    | 'Shoeless' Joe Jackson          | Phil Alden Robinson            |
| 1990 | Chłopcy z ferajny (Goodfellas)                                   | Henry Hill                      | Martin Scorsese                |
| 1992 | Artykuł 99 (Article 99)                                          | dr Richard Sturgess             | Howard Deutch                  |
| 1992 | Obsesja namiętności (Unlawful Entry)                             | oficer Pete Davis               | Jonathan Kaplan                |
| 1994 | Corrina, Corrina (Corrina, Corrina)                              | Manny Singer                    | Jessie Nelson                  |
| 1994 | Kolonia karna (No Escape)                                        | kpt. J.T. Robbins               | Martin Campbell                |
| 1995 | Operacja Słoń (Operation Dumbo Drop )                            | kpt. T.C. Doyle                 | Simon Wincer                   |
| 1996 | Podwójna świadomość (Unforgettable)                              | dr David Krane                  | John Dahl                      |
| 1997 | Turbulencja (Turbulence)                                         | Ryan Weaver                     | Robert Butler                  |
| 1997 | Cop Land                                                         | detektyw Gary „Figgsy” Figgis   | James Mangold                  |
| 1998 | Phoenix                                                          | Harry Collins                   | Danny Cannon                   |
| 1999 | Muppety z kosmosu (Muppets from Space)                           | strażnik bramy (cameo)          | Tim Hill                       |
| 1999 | Na zawsze moja (Forever Mine)                                    | Mark Brice                      | Paul Schrader                  |
| 2000 | Pielgrzym (Pilgrim)                                              | Jack                            | Harley Cokeliss                |
| 2000 | Na skrzydłach anioła (A Rumor of Angels)                         | Nathan Neubauer                 | Peter O’Fallon                 |
| 2001 | Hannibal                                                         | Paul Krendler                   | Ridley Scott                   |
| 2001 | Wielki podryw (Heartbreakers)                                    | Dean Cummano / Vinny Staggliano | David Mirkin                   |
| 2001 | Blow                                                             | Fred Jung                       | Ted Demme                      |
| 2002 | Na tropie zła (Narc)                                             | detektyw porucznik Henry Oak    | Joe Carnahan                   |
| 2002 | John Q                                                           | szef Gus Monroe                 | Nick Cassavetes                |
| 2002 | Grand Theft Auto: Vice City                                      | Tommy Vercetti (głos)           |                                |
| 2003 | Tożsamość (Identity)                                             | Samuel Rhodes                   | James Mangold                  |
| 2004 | Ujęcie (The Last Shot)                                           | Jack Devine                     | Jeff Nathanson                 |
| 2004 | Control                                                          | Lee Ray Oliver                  | Tim Hunter                     |
| 2005 | Revolver                                                         | Dorothy Macha                   | Guy Ritchie                    |
| 2005 | Slow Burn                                                        | Ford Cole                       | Wayne Beach                    |
| 2006 | As w rękawie (Smokin' Aces)                                      | Donald Carruthers               | Joe Carnahan                   |
| 2006 | Władza pieniądza' (Even Money)                                   | Tom Carver, mąż Carolyn         | Mark Rydell                    |
| 2006 | Wytańczyć marzenia (Take the Lead)                               | producent wykonawczy            | Liz Friedlander                |
| 2006 | Kolory życia (Local Color)                                       | John Talia Sr.                  | George Gallo                   |
| 2006 | Czas na rewanż (Comeback Season)                                 | Walter Pearce                   | Bruce McCulloch                |
| 2007 | Film o pszczołach (Bee Movie)                                    | głos                            | Simon J. Smith, Steve Hickner  |
| 2007 | Dungeon Siege: W imię króla (In the Name of the King)            | Gallian                         | Uwe Boll                       |
| 2007 | Gang dzikich wieprzy (Wild Hogs)                                 | Jack Blade                      | Walt Becker                    |
| 2007 | Bitwa w Seattle (Battle in Seattle)                              | major Jim Tobin                 | Stuart Townsend                |
| 2008 | Bohater z wyboru (Hero Wanted)                                   | detektyw Terry Subcott          | Brian Smrz                     |
| 2009 | Ścigani (Crossing Over)                                          | Cole Frankel                    | Wayne Kramer                   |
| 2009 | Szlak śmierci (La Linea)                                         | Mark Shields                    | James Cotten                   |
| 2009 | Złap, zakapuj, zabłyśnij (Observe and Report)                    | detektyw Harrison               | Jody Hill                      |
| 2009 | Błękitny deszcz (Powder Blue)                                    | Jack Doheny                     | Timothy Linh Bui               |
| 2009 | Grzeczny i grzeszny (Youth in Revolt)                            | Lance Wescott                   | Miguel Arteta                  |
| 2010 | Wariat na wolności (Crazy on the Outside)                        | Gray                            | Tim Allen                      |
| 2010 | Nocna randka (Date Night)                                        | Joe Miletto                     | Shawn Levy                     |
| 2010 | Snowmen                                                          | Reggie Kirkfield                | Robert Kirbyson                |
| 2010 | W pogoni za idolem (Chasing 3000)                                | dorosły Mickey                  | Gregory J. Lanesey             |
| 2010 | Charlie St. Cloud                                                | Florio Ferrente                 | Burr Sreers                    |
| 2011 | Krwawa rzeka (The River Murders)                                 | Jack Verdon                     | Rich Cowan                     |
| 2011 | Królowie ulicy 2: Motor City (Street Kings 2: Motor City)        | Marty Kingston                  | Chris Fisher                   |
| 2011 | Sprawa zamknięta (The Son of No One)                             | kpt. Marion Mathers             | Dito Montiel                   |
| 2011 | All Things Fall Apart                                            | dr Brintall                     | Mario Van Peebles              |
| 2011 | Idealny plan (The Entitled)                                      | Richard Nader                   | Aaron Woodley                  |
| 2012 | Raj na ziemi (Wanderlust)                                        | w roli samego siebie (cameo)    | David Wain                     |
| 2012 | Zabić, jak to łatwo powiedzieć (Killing Them Softly)             | Markie Trattman                 | Andrew Dominik                 |
| 2012 | Iceman: Historia mordercy (The Iceman)                           | Roy DeMeo                       | Ariel Vromen                   |
| 2012 | Drugie oblicze (The Place Beyond the Pines)                      | Deluca                          | Derek Cianfrance               |
| 2012 | Yellow                                                           | Afai                            | Nick Cassavetes                |
| 2013 | The Devil's in the Details                                       | dr Robert Michaels              | Waymon Boone                   |
| 2013 | Suddenly                                                         | szeryf Todd Shaw                | Uwe Boll                       |
| 2013 | Turbo                                                            | Snail 10 (głos)                 | David Soren                    |
| 2013 | Pionek (Pawn)                                                    | człowiek w garniturze           | David A. Armstrong             |
| 2014 | Romans na haju (Better Living Through Chemistry)                 | Jack Roberts                    | David Posamentier, Geoff Moore |
| 2014 | Muppety: Poza prawem (Muppets Most Wanted)                       | Wielki Tato                     | James Bobin                    |
| 2014 | The Identical                                                    | Reece Wade                      | Dustin Marcellino              |
| 2014 | Sin City 2: Damulka warta grzechu (Sin City: A Dame to Kill For) | Joey                            | Robert Rodriguez, Frank Miller |
| 2014 | Wyrok za prawdę (Kill the Messenger)                             | John Cullen                     | Michael Cuesta                 |
| 2015 | Ukojenie (Blackway)                                              | Blackway                        | Daniel Alfredson               |
| 2016 | Idealny facet (Flock of Dudes)                                   | wujek Reed                      | Bob Castrone                   |
| 2017 | Shades of Blue                                                   | Wozniak                         |                                |
| 2019 | Historia małżeńska (Marriage Story)                              | Jay                             | Noah Baumbach                  |